# Orgue Micot de l'ancienne cathédrale Saint-Sauveur-et-Saint-Pierre de Vabres-l'Abbaye
 (novembre 2018).
Si vous disposez d'ouvrages ou d'articles de référence ou si vous connaissez des sites web de qualité traitant du thème abordé ici, merci de compléter l'article en donnant les références utiles à sa vérifiabilité et en les liant à la section « Notes et références ».
 (novembre 2018).
Troisième instrument remontant à l’ancien régime de l’Aveyron (après celui, célèbre, de la cathédrale Notre-Dame de Rodez et celui, très ancien, de la collégiale Notre-Dame de Villefranche-de-Rouergue) et le mieux conservé des trois, l’orgue Micot de l’ancienne cathédrale Saint-Sauveur-et-Saint-Pierre de Vabres-l’Abbaye est un des deux seuls exemplaires, très proches de leur état originel, de l’art des sieurs Micot avec l’orgue Jean-Baptiste Micot de l'ancienne cathédrale St Pons de Cimiez à St Pons de Thomières.

## Historique
Si le palais épiscopal est rapidement restauré après les ravages des guerres de religion, la cathédrale Saint-Sauveur, elle, est lentement et progressivement reconstruite de 1645 à 1760. Une fois terminée, on fait appel, pour la doter d’un orgue digne de son statut, aux sieurs Micot, organiers à Toulouse. Et de 1761 à 1762 Jean-Baptiste Micot érige un orgue entièrement neuf, aidé de deux de ses fils: Pierre l’aîné et le cadet prénommé aussi Jean-Baptiste, ce qui est à l’origine de la réputation erronée de longévité de son père. La preuve de leur présence à Vabres-l’Abbaye le 12 mai 1762 est le testament du Vabrais  Louis Rassan portant les signatures, comme témoins, de Jean-Baptiste Micot, de Micot fils aîné et de Micot fils cadet. 
À la Révolution, l’évêché est aboli en 1790, son territoire retournant à celui de Rodez, et la cathédrale devient simple église paroissiale qui est ravagée en 1793 par les troupes du général Lamarque. L’orgue est démonté mais finalement épargné, à l’exception d’un des deux atlantes en bois sculpté disparu et remplacé lors du remontage par une copie en plâtre.
Il est très légèrement transformé en 1835 par Clavel, mais un peu plus conséquemment en 1860 par Théodore Puget qui le met au goût du jour en modifiant et ajoutant quelques jeux (salicional, hautbois…) et en le mettant au diapason moderne, par pavillonnage des tuyaux, et au tempérament égal. Toutes ces modifications ont été supprimées lors des deux restaurations intervenues depuis.
Le buffet de l'orgue est classé au titre objet par les Monuments Historiques depuis le 5 décembre 1908 et la partie instrumentale depuis le 19 octobre 1948.
De 1976 à 1978  Jean-Georges & Yves Kœnig de Sarre-Union le remettent dans son état d'origine et lui redonnent un tempérament inégal (mésotonique modifié de type Mercadier-Bélesta) avec un diapason à 396 Hz.  Plus récemment il a été de nouveau restauré en 2004 par  Yves Kœnig et a intégralement retrouvé sa composition originelle et les tuyaux de Micot leurs emplacements exacts. En novembre 2010, Claude Berger a restitué la soufflerie cunéiforme placée sous l'orgue au-dessus du portail d'entrée.
On peut jouer sur cet instrument authentique dont le titulaire est Jean-Paul Favier, tout le répertoire des XVIIe et XVIIIe siècles (Vabres d'Hier à Demain).

## Description
Le buffet, en chêne, de style Louis XV, présente une singularité de conception déjà expérimentée lors de la reconstruction avec ajout d'un positif pour l'orgue de l'église Notre-Dame de la Dalbade à Toulouse en 1760. En effet, contrairement à son aspect au premier coup d’œil, les facteurs ont été contraints par l’exiguïté en profondeur de la tribune, de concevoir un buffet monobloc. Le Positif, que l’on ne peut donc qualifier de dorsal, est directement greffé, sous le Grand-orgue, sur le soubassement avec lequel il communique entièrement, un peu comme à Saint-Louis des Invalides à Paris (photo), et ne possède donc qu’une façade indépendante. La console, en fenêtre, est placée à l’arrière du soubassement et l’organiste est enfermé dans une sorte de couloir entre le mur du fond et l’orgue avec au-dessus de sa tête, en encorbellement, l’arrière du Grand-Orgue.
Pour mieux comprendre cet agencement voire les photos du Ministère de la Culture.
L'instrument est un grand 8 pieds, c'est-à-dire avec bourdon de 16' (ayant la particularité de passer en 16' ouvert à partir d'ut3), de 31 jeux et 1993 tuyaux authentiques, à quelques individus près(les trois tierces et les 16 premières notes de la Voix humaine sont neuves), sur 3 claviers et pédalier à la française, tous sans premier ut dièse. La traction des notes est, bien sûr, mécanique, suspendue pour le Grand-orgue et le Récit, avec abrégé classique pour la Pédale, foulante à bascules et équerres en éventail pour le Positif; le tirage des jeux mécanique aussi. Les sommiers, d'origine, sont en chêne, à gravures et registres coulissants : 2 diatoniques pour le G.O., placés de part et d'autre de la transmission et du porte-vent du Récit dont le sommier chromatique occupe le haut de la tourelle centrale au-dessus des notes aiguës du G.O., 2 diatoniques pour la Pédale, placés perpendiculairement à la façade derrière les tourelles extrêmes, et 1 chromatique avec ravalement de 8 notes graves pour le Positif. Le vent est fourni par des soufflets cunéiformes, comme à l'origine, placés au-dessus du portail d'entrée sous l'orgue, à la place du grand réservoir à un seul pli logé dans le soubassement hérité des travaux Puget.

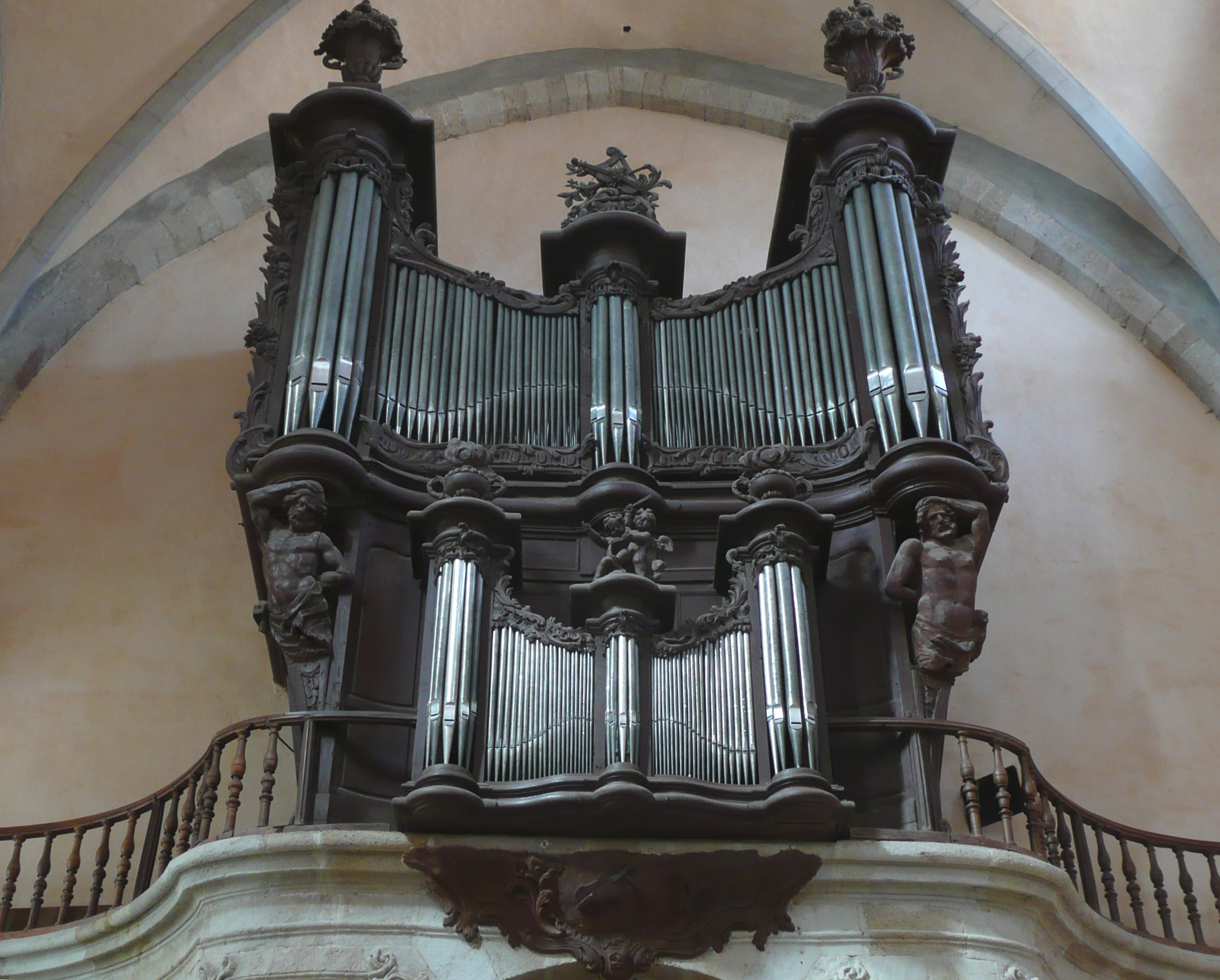
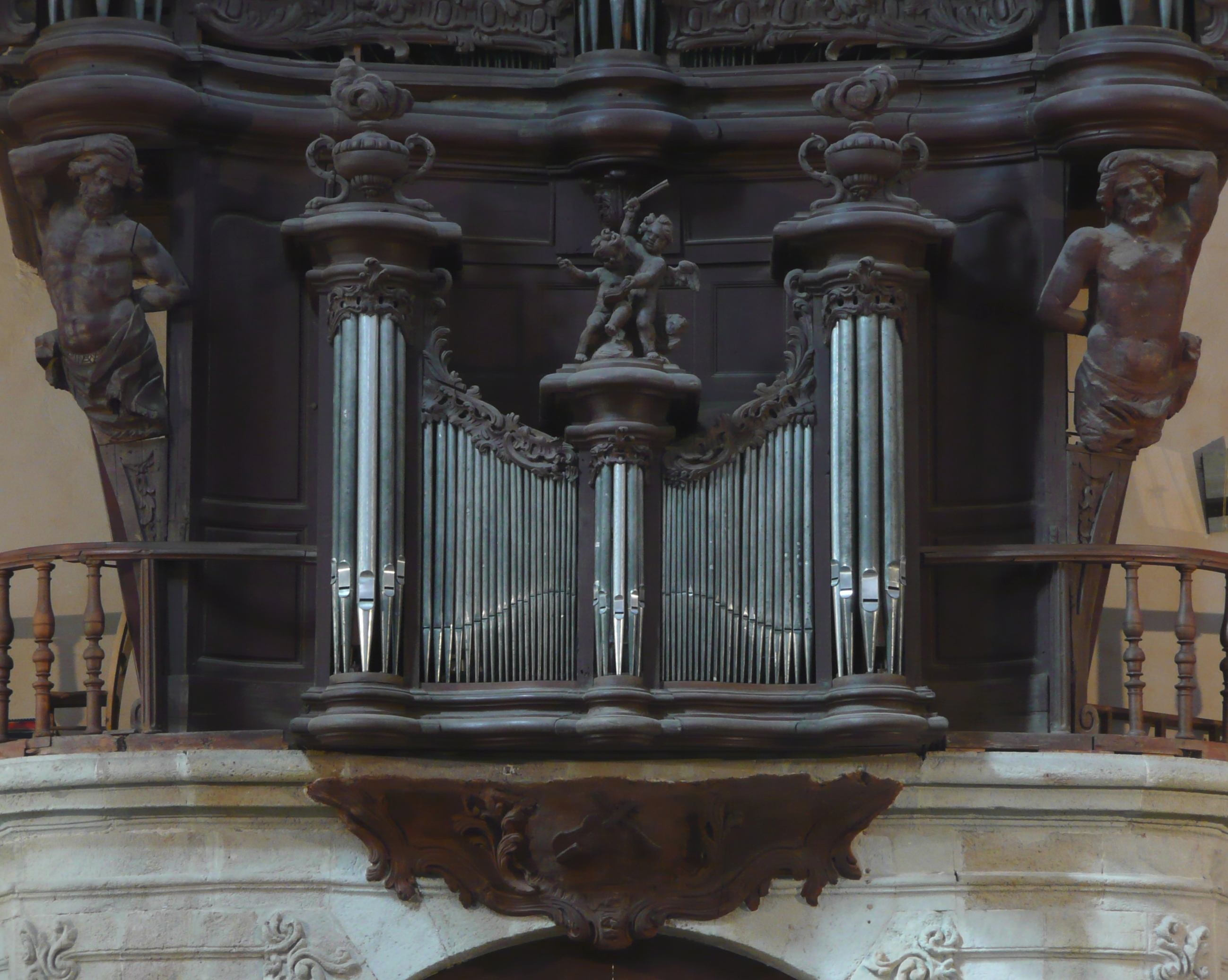
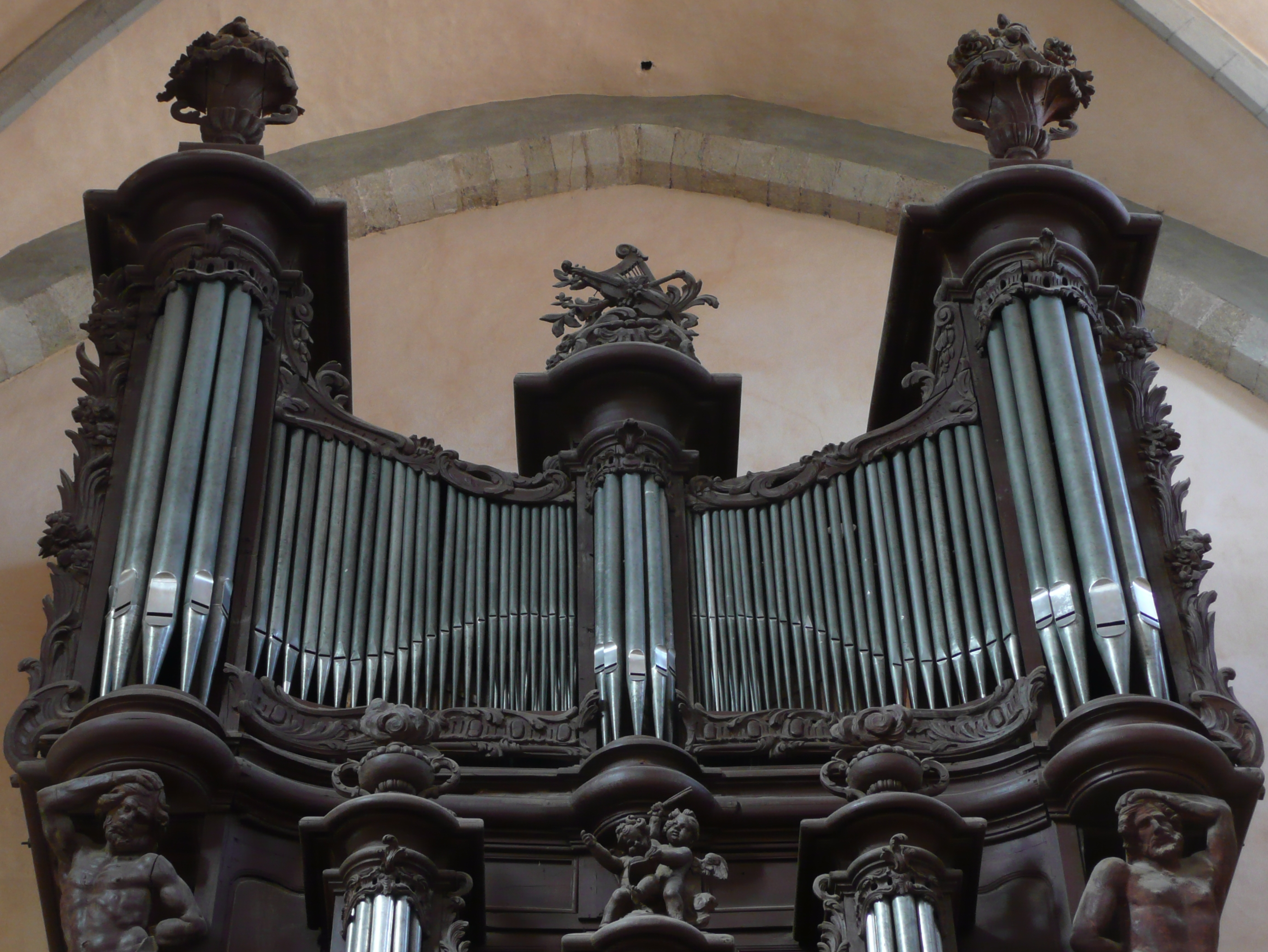
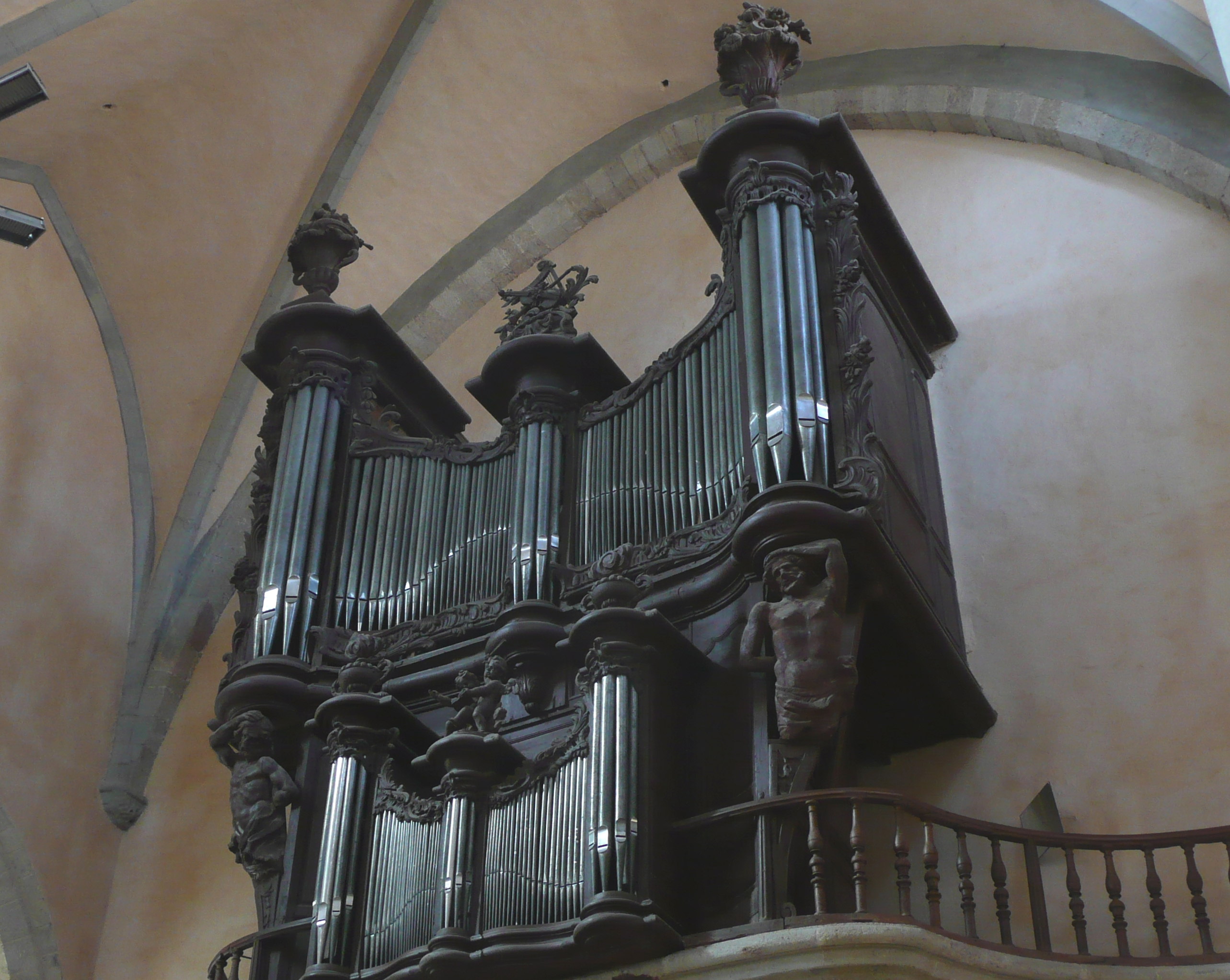

## Composition
| I Positif                     | II Grand-orgue           | III Récit              | Pédale                     |
| ----------------------------- | ------------------------ | ---------------------- | -------------------------- |
| 50 notes, ut1 à fa5           | 50 notes, ut1 à fa5      | 27 notes, ut3 à ré5    | 24 notes, ut1 à ut3        |
| Montre 8'dessus-Flûte4'basses | Bourdon 16'              | Cornet V rgs           | Flûte 8'                   |
| Bourdon 8’                    | Montre 8'                | Trompette 8'           | Flûte 4'                   |
| Prestant 4'                   | Bourdon 8’               |                        | Trompette 8’               |
| Nasard 2'2/3                  | Prestant 4’              |                        | Clairon 4’                 |
| Doublette 2’                  | Grande Tierce 3’1/5      |                        |                            |
| Tierce 1’3/5                  | Nasard 2’2/3             |                        |                            |
| Larigot 1’1/3                 | Doublette 2’             |                        |                            |
| Fourniture III rgs            | Quarte de nasard 2’      |                        |                            |
| Cymbale II rgs                | Tierce 1’3/5             | Tremblants doux & fort | Tirasse G.O.               |
| Cromorne 8’                   | Fourniture IV rgs        |                        |                            |
|                               | Cymbale III rgs          |                        | Accouplement à tiroir I/II |
|                               | Grand cornet V rgs (ut3) |                        |                            |
|                               | Trompette 8'             |                        |                            |
|                               | Clairon 4'               |                        |                            |
|                               | Voix humaine 8’          |                        |                            |

Selon Jean-Pierre Decavèle, technicien conseil pour les orgues auprès des Monuments Historiques : « On appréciera les timbres des jeux, la délicatesse et la limpidité de son harmonie, le moelleux des jeux de fond, la clarté et le scintillement des pleins-jeux, la rondeur des cornets et jeux de tierce, le timbre brillant et un peu agreste des jeux d’anches. Tout est doux, ample et harmonieux. »

### Sources
- Les Sieurs Jean-Baptiste Micot, facteurs d'orgues en Languedoc au 18e siècle; 2e édition de la brochure due à l'Association Jean Ribot des amis de l'orgue de St Pons de Thomières
- Notice sur l’ancienne cathédrale et son orgue, affichée dans l’église et éditée, semble-t-il, par l’Association Vabres d’Hier à Demain
- Nicole Gros, Les sieurs Micot, facteurs d'orgues des Lumières, Association Jean Ribot des amis de l'orgue de St Pons de Thomières, 2011  (ISBN 978-2-914825-02-3)